# Fuman
Fuman (pers. ‏فومن‎) – miasto w Iranie, w ostanie Gilan. W 2016 roku liczyło 35 841 mieszkańców.